# Monstera costaricensis
Monstera costarisensis — квіткова рослина з роду монстера та родини кліщинцевих (Araceae).

## Розповсюдження
Його батьківщиною є Коста-Рика.